# Chrysopophthorus brasileanus
Chrysopophthorus brasileanus är en stekelart som beskrevs av Mason 1964. Chrysopophthorus brasileanus ingår i släktet Chrysopophthorus och familjen bracksteklar. Inga underarter finns listade i Catalogue of Life.